# Уэйверли (Виргиния)
Уэйверли (англ. Waverly) — город в округе Сассекс  в штате Виргиния США. По данным переписи 2020 года, численность населения составляла 1955 человек.

## Население
| 2000 | 2010  | 2020  |
| ---- | ----- | ----- |
| 2309 | ↘2149 | ↘1955 |